# Peter Vermeulen
Peter Vermeulen (Roeselare, 10 augustus 1962) is een Vlaams pedagoog en een autoriteit op het gebied van autisme.

## Loopbaan
Vermeulen werkte na zijn studies aan de Katholieke Universiteit Leuven als pedagoog in de geestelijke gezondheidszorg. Later ging hij werken voor de Vlaamse Vereniging Autisme en behaalde een doctoraat aan de Universiteit Leiden omtrent diagnostiek bij normaal begaafde personen met autisme. Hij is medewerker van Autisme Centraal, een kennis- en ondersteuningsvereniging omtrent autisme en is tevens eindverantwoordelijke voor het tijdschrift van die vereniging.
Toen Vermeulen eind jaren '90 geregeld de vraag kreeg naar teksten over het syndroom van Asperger, dat in die periode aan naambekendheid won nadat het in 1994 was opgenomen in het DSM IV, besloot hij het allereerste boek over mensen met deze vorm van autisme in het Nederlands te schrijven. Het boek Brein bedriegt, als autisme niet op autisme lijkt verscheen in 1999 en meer boeken volgden. Hij neemt deel aan internationaal georganiseerde workshops en lezingen over autisme en wordt vaak gevraagd als spreker in België, Nederland, Scandinavië, het Verenigd Koninkrijk en Canada.

### Autisme en het voorspellende brein(2021)
In zijn boek Autisme en het voorspellende brein (2021) zet Vermeulen uiteen dat waarneming niet plaatsvindt door het verwerken van zintuiglijke prikkels, maar door de informatie van de zintuigen steeds snel en onbewust te vergelijken met een voorspelling oftewel model. Waarnemingen die kloppen met de voorspelling hebben weinig aandacht nodig. Het brein besteedt meer aandacht aan afwijkingen van de voorspelling. Het brein reageert dan verrast en geeft het signaal 'er klopt iets niet'. Zelfs deze voorspellingsfouten worden opgenomen in het model, zodat niet alle afwijkingen resulteren in dat signaal. Volgens Vermeulen verloopt dit proces bij autistische mensen anders dan bij mensen zonder autisme; "iets waar de onderzoekers het over eens zijn, is dat de wereld voor autistische breinen vol (onaangename) verrassingen zit, vol voorspellingsfouten". Volgens Vermeulen zijn de modellen die autistische mensen hanteren veel specifieker dan die van anderen. Mensen zonder autisme nemen afwijkingen van de voorspelling op in het model dat ze gebruiken; uitzonderingen op de regel leiden niet tot een aanpassing van de regel. Bij autistische mensen leiden uitzondering tot een aanpassing van het model. "Het gevolg is dat de modellen steeds preciezer worden, maar ook zo specifiek worden dat ze onbruikbaar worden." Vermeulen concludeert op basis van vele wetenschappelijke publicaties dat autistische mensen gemiddeld niet gevoeliger zijn voor prikkels dan anderen (gemiddeld kunnen ze geen zachtere geluiden horen, zwakkere geuren ruiken, vage beelden waarnemen, etcetera), maar reageert het brein wel sterker op de prikkels: "Hoe sterk een brein reageert op zintuiglijke prikkels wordt bepaald door het belang dat het brein hecht aan het verschil tussen wat het voorspeld had en de signalen die het binnenkrijgt." In een interview met Trouw in 2022 zei hij: "Het brein wordt op dat moment overspoeld door voorspellingsfouten, er zijn te veel inbreuken op het verwachtingspatroon. Mensen zijn geneigd om dat overprikkeling te noemen. Ik heb er een beetje een hekel aan dat autisme gereduceerd wordt tot overprikkeling. Dat klopt niet."